# Marc Antoine Calmon
Pour les articles homonymes, voir Calmon.
Pour les autres membres de la famille, voir Famille Calmon.
Marc Antoine Calmon, né à Tamniès (Dordogne) le 3 mars 1815 et mort à Carlucet (Lot) le 12 octobre 1890, est un homme politique français.

## Biographie
Fils de Jean-Louis Calmon, député du Lot, il est auditeur du Conseil d'État en 1836, puis maitre des requêtes en 1842, il est conseiller général du canton de la Bastide et président du conseil général du Lot de 1844 à 1847. Il est député du Lot de 1846 à 1848. En 1862, il redevient conseiller général, dans le canton de Peyrac.
Il est sous-secrétaire d'État à l'Intérieur de 1871 à 1872 sous le gouvernement Jules Dufaure (1). Il est élu membre de l'Académie des sciences morales et politiques en 1872. Il est préfet de la Seine de 1872 à 1873, député de Seine-et-Oise de décembre 1873 à décembre 1875 et sénateur inamovible de 1875 à 1890. Il est vice-président du Sénat de 1879 à 1883

## Publications
- Les Impôts avant 1789 (1865)
- William Pitt, étude financière et parlementaire (1865)
- Histoire parlementaire des finances de la monarchie de Juillet (2 volumes, 1868-1870) Texte en ligne 1 2
- (Éditeur) Discours parlementaires de M. Thiers (16 volumes, 1879-1889)